# Campo Calabro
Campo Calabro là một đô thị ở tỉnh Reggio Calabria trong vùng Calabria, Ý, có cự ly khoảng 110 km về phía tây nam của Catanzaro và khoảng 12 km về phía bắc của Reggio Calabria. Tại thời điểm ngày 31 tháng 12 năm 2004, đô thị này có dân số 4.193 người và diện tích là 7,5 km².
Campo Calabro giáp các đô thị: Fiumara, Reggio Calabria, Villa San Giovanni.